# Шкала
Шкала́ (вимі́рювання) (англ. scale of measure) — відображення множини різних проявів якісної чи кількісної властивості на прийняту за угодою впорядковану множину чисел чи іншу систему логічно пов'язаних знаків. Такою системою знаків може бути, наприклад, множина назв кольорів, сукупність класифікаційних символів чи понять, множина балів оцінки стану об'єкта, множина дійсних чисел тощо. Теорія шкал вимірювань широко використовується спеціалістами різноманітних наукових дисциплін, особливо тих, в яких застосовуються біхевіористичні методи досліджень.

## Історичні аспекти
Попри те, що загальна теорія шкал вимірювань (інша назва — репрезентативна теорія вимірювань) була розроблена в середині XX століття, поняття шкали вимірювань виникло значно раніше. Наприклад, в «Метричній конвенції» (1875 р.) на Міжнародне бюро мір і ваг серед інших функцій було покладено також «звірення еталонів і точних шкал».
Як не парадоксально, але найбільший внесок в розвиток теорії шкал вимірювань (ТШВ) зробили не традиційні метрологи, а дослідники проблем вимірювання в психології, соціології, кваліметрії тощо. Одним із основоположників ТШВ слід вважати Стенлі Сміта Стівенса, який займався проблемою вимірювань в психології. Саме С. С. Стівенс в 1946 році запропонував найвживанішу і найпоширенішу класифікацію шкал, відповідно до якої шкали поділяються на номінальні, рангові (порядкові), інтервалів та шкали відношень. Пізніше зі шкал відношень був виділений ще один тип шкал — абсолютні шкали. Перше систематичне викладення ТШВ було зроблено П. Суппесом та Дж. Зінесом в 1962 році, а в 1968 році Й. Пфанцагль в своїй монографії з використанням математичного апарату теорії множин дав строге математичне формулювання ТШВ.

## Основні типи шкал
Властивості тіл, речовин, явищ та процесів проявляться як якісно, так і кількісно. Різноманіття проявів будь-якої властивості утворюють множину, елементи якої перебувають в певних логічних відношеннях між собою. Особливості цих відношень визначають особливості відповідних їм шкал. За сукупністю характерних логічних відношень шкали поділяють на п'ять типів: найменувань, порядку, інтервалів, відношень та абсолютні шкали як окремий випадок шкал відношень.
Шкали найменувань та порядкові, які не мають одиниць вимірювання, відносяться до неметричних, шкали інтервалів та відношень — до метричних. Метричні шкали є лінійними шкалами.
З типом шкали тісно пов'язані способи обробки і представлення результатів вимірювань. Обробка результатів вимірювань в метричних шкалах спирається на добре розвинений апарат прикладної статистики і принципи класичної метрології. Водночас ці принципи незастосовні до обробки результатів в шкалах найменувань та порядку, а також в логарифмічних, хоча на практиці зустрічаються випадки, коли результати вимірювань в шкалах порядку, наприклад, під час вимірювання твердості, необґрунтовано обробляються за алгоритмами, розробленими для метричних шкал.

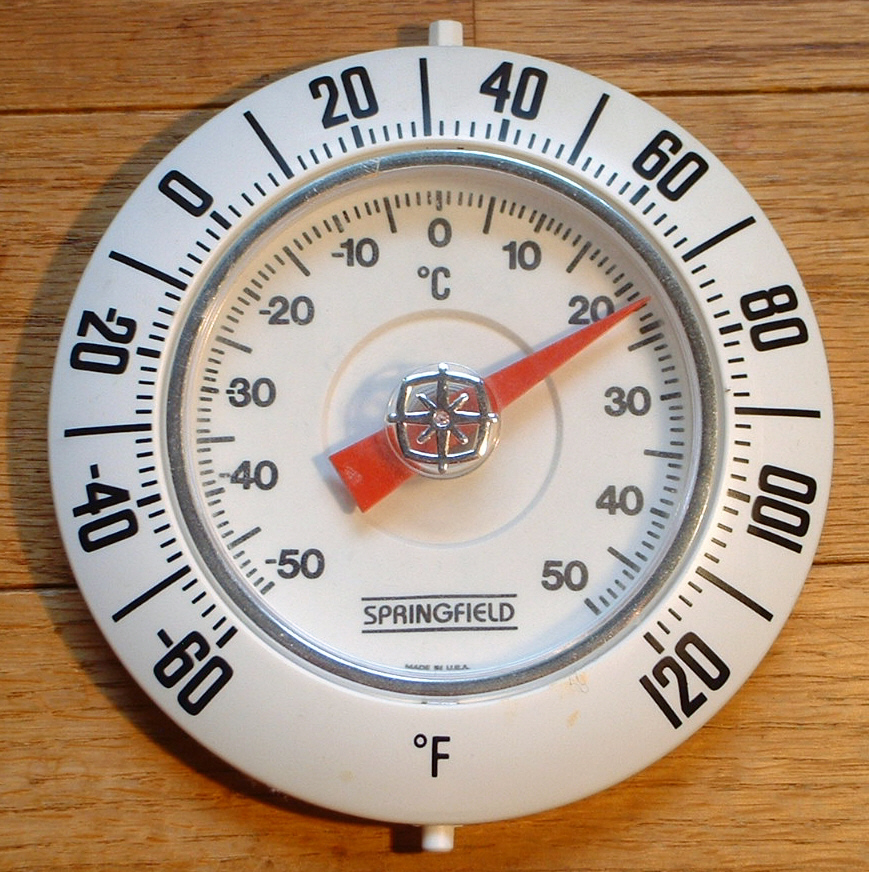
Термометр для вимірювання температури в шкалах Фаренгейта та Цельсія

Кожен з типів шкал (найменування, порядку, інтервалів та відношень) є потужнішим за попередній в наведеній послідовності в тому розумінні, що має всі властивості попереднього та додаткові. Типи шкал, які застосовуються для вимірювання однієї й тієї ж величини, навіть фізичної, можуть бути різними. Вдосконалення знань про фізичну величину або підвищення строгості її визначення часто призводить до побудови потужнішої шкали для її вимірювання. Характерним прикладом є температурні шкали. Температура в давнину (а іноді і зараз) оцінювалась фактично за шкалою порядку (дуже холодний — холодний — теплий — гарячий). Пізніше було побудовано кілька різних інтервальних шкал (Цельсія, Фаренгейта, Реомюра) і, врешті, логічним завершенням стала шкала відношень — термодинамічна шкала Кельвіна з абсолютним нулем.
За кількістю параметрів, що описують вимірювані властивості об'єкта, шкали поділяються на одномірні та багатомірні. Одномірна шкала - шкала, що використовується для вимірювання властивості, яка характеризується одним параметром. Результати вимірювання в такій шкалі виражаються одним числом чи знаком, наприклад шкали для вимірювання температури, маси, довжини тощо. Багатомірна шкала - шкала, що використовується для вимірювання властивості, яка характеризується двома чи більше параметрами: тримірні шкали кольору в колориметрії, двомірні шкали електричних імпедансів тощо. Результати вимірювання в таких шкалах виражаються двома чи більше числами або знаками.

### Шкали найменувань (номінальні)
| Найменування | Колір |
| ------------ | ----- |
| Червоний     |       |
| Помаранчевий |       |
| Жовтий       |       |
| Зелений      |       |
| Блакитний    |       |
| Синій        |       |
| Фіолетовий   |       |

Шкала найменувань — шкала вимірювань якісної властивості, яка характеризується лише співвідношенням еквівалентності чи подібності різних проявів цієї властивості. Шкали найменувань показують якісні характеристики. У широкому сенсі будь-яка класифікація об'єктів чи явищ на основі еквівалентності чи подібності є прикладом використання шкали найменувань. Наприклад, поділ людей за статевою ознакою; в цьому разі шкала має лише два значення — чоловік або жінка. Ще одним прикладом шкали найменувань може слугувати оцінка кольорів (синій, жовтий, зелений тощо), яка спирається на стандартизовані атласи кольорів.
Значення шкали найменувань можуть мати і числову форму. Прикладом такої шкали може бути позначення навчальних груп в навчальному закладі порядковими числами — 1-а група, 2-а група тощо.
Шкали найменувань є найпростішим типом шкал. Для номінальних шкал не можна ввести поняття одиниці вимірювання, в них відсутній нульовий елемент. Арифметичні операції (додавання, віднімання, масштабування тощо) для елементів (значень) таких шкал не можуть бути визначені. Допустимі ізоморфні перетворення. Зі статистичних характеристик до таких шкал може бути застосовано тільки поняття моди — ознаки, яка зустрічається найчастіше.

### Шкали порядку (рангові)
Шкала порядку — шкала кількісної властивості, яка характеризується співвідношенням еквівалентності та порядку за зростанням чи спаданням кількісного прояву властивості. Прикладом можуть бути шкали для вимірювання твердості (шкали Вікерса, Брінеля, Роквела тощо), міжнародна шкала ядерних подій МАГАТЕ, дванадцятибальна шкала оцінки знань школярів тощо.
Для таких шкал поняття "розмірність" не застосовно, одиницю вимірювання ввести неможливо, адже вони можуть бути не лише принципово нелінійними, а й з невідомим та різним видом нелінійності на різних ділянках. Нульовий елемент може бути, а може бути й відсутнім. Допустимими є операції порівняння та монотонні перетворення, зі статистичних — визначення моди та медіани.
Для двох величин, виміряних у шкалах порядку, можна визначити, яка з них має більше значення, і розмістити їх в порядку зростання чи спадання на числовій осі. Цим і пояснюється назва таких шкал — шкали порядку.
Величини, які вимірюються за шкалами порядку, іноді називають порядковими.

### Шкали інтервалів (різниць)
Шкала інтервалів — шкала вимірювань кількісної властивості, яка характеризується співвідношеннями еквівалентності, порядку, сумування інтервалів різних проявів властивості. Відрізняються від шкал порядку тим, що для властивостей, які вони описують, мають зміст не тільки співвідношення еквівалентності та порядку, але й сумування інтервалів (різниць) між різними кількісними проявами властивостей. Приклад — шкали інтервалів часу. Інтервали часу можна додавати та віднімати. До таких шкал (інтервалів) також відносяться шкали температур за Цельсієм, Фаренгейтом, Реомюром, шкали довжин тощо.
Для шкал різниць одиниці вимірювань та нулі приймаються за угодою. Допустимі лінійні перетворення, застосовні процедури статистичного оцінювання математичного сподівання, середнього квадратичного відхилення, коефіцієнта асиметрії та зміщених моментів.
Для двох величин, виміряних за шкалою різниць, можна визначити, на скільки одиниць вимірювання одна з величин більша за іншу. Для цього необхідно знайти різницю числових значень цих величин в цій шкалі. Цим і пояснюється одна із назв цих шкал — шкали різниць.

### Шкали відношень
Шкала відношень — шкала вимірювань кількісної властивості, яка характеризується співвідношеннями еквівалентності, порядку, пропорційності (в низці випадків допускає операцію додавання) різних проявів властивості.
Шкали відношень мають природний абсолютний нуль та одиницю вимірювання, встановлену за угодою. Для шкал відношень допустимими є статистичні операції, операції віднімання та множення, а для деяких і операція додавання, застосовно поняття розмірності.
Шкали відношень, для яких не має змісту операція додавання, називаються пропорційними шкалами відношень або шкалами відношень 1-го роду, шкали, для яких ця операція має зміст, — адитивними шкалами відношень або шкалами відношень 2-го роду. Наприклад, шкала термодинамічних температур — пропорційна, шкала мас — адитивна.
Шкали відношень широко застосовуються у фізиці та техніці.
Для двох величин, виміряних за шкалою відношення, можна визначити, у скільки разів значення однієї величини більше за значення іншої. Для цього необхідно знайти відношення числових значень величин у цій шкалі. Цим і пояснюється назва відповідних шкал — шкали відношень.

### Абсолютні шкали
Іноді зі шкал відношень в окрему групу виділяють так звані абсолютні шкали. Абсолютна шкала — шкала відношень (пропорційна чи адитивна) безрозмірнісної величини.
У неї є додаткову ознака — природна й однозначна присутність одиниці вимірювання. Ця шкала має природну нульову точку. Приклади: число людей в аудиторії, шкала коефіцієнта відбиття.

## Інші категорії шкал вимірювання
Крім класифікації С. С. Стівенса в різних дисциплінах використовуються й інші класифікації шкал, оскільки на думку деяких дослідників класифікація Стівенса не є вичерпною. Так в додатково до розглянутих вище п'яти типів розглядаються логарифмічні та біофізичні шкали.
Логарифмічні перетворення шкал відношень, абсолютних чи інтервалів в шкалах різниць призводять до зміни типу шкали. Такі шкали називаються логарифмічними. Найпоширенішими є логарифмічні шкали на основі натуральних логарифмів, логарифмів з основою два та десяткових логарифмів. Логарифмічні шкали широко використовуються в акустиці та радіотехніці.
Біофізичні шкали описують реакцію біологічного об'єкта на вплив на нього фізичного чи хімічного фактора. Прикладом може служити шкала еквівалентних доз іонізуючого випромінювання. З точки зору класифікації Стівенса такі шкали, як правило, відносяться до порядкових шкал. Їх практична цінність полягає в можливості прогнозування рівня чи характеру реакції біологічного об'єкта на вплив фактора за результатами вимірювання значення цього фактора.
Ніколас Крісман, аналізуючи чотири типи шкал, введені С. С. Стівенсом, та їх використання в картографії, дійшов висновку, що цих шкал недостатньо для опису різних обставин в геодезії та картографії. Крісман додатково до введених Стівенсом запропонував ще шість типів шкал, довівши таким чином їх число до десяти. Втім слід зазначити, що ці введені додаткові типи шкал рідко використовуються за межами академічної географії.

## Специфікація шкал вимірювання
Для практичної реалізації шкали необхідна її специфікація, тобто визначення шкали та/або процедур і правил її відтворення. Основними елементами, необхідними для визначення шкали, в залежності від її типу та специфіки можуть бути класи еквівалентності (для номінальних шкал), нуль (умовний нуль), одиниця вимірювання, діапазон вимірювання шкали тощо.
Неметричні шкали можуть реалізовуватися як за допомогою еталонів, так і без них. Якщо така шкала потребує створення еталона, то еталон має відтворювати всю ділянку шкали, яка застосовується на практиці (приклад — еталон твердості). Внесення змін в специфікацію шкали найменувань чи порядку фактично означає введення нової шкали.
Метричні шкали, що мають одиниці в Міжнародній системі одиниць, як правило відтворюються еталонами. Еталони цих шкал можуть відтворювати одну точку шкали (еталон маси) чи ділянку шкали (еталон довжини). Для шкал інтервалів еталонами відтворюється деяка частина або точка шкали й умовний нуль. Для шкал відношень відтворюється частина або точка шкали.
Абсолютні шкали можуть спиратися на еталони, але можуть відтворюватися і без них (коефіцієнт корисної дії, коефіцієнт підсилення).
У той час як деякі шкали повністю специфікуються визначенням її одиниці (шкали маси, довжини тощо), інші, навіть метричні, містять додаткові положення. Так, наприклад, специфікація шкали світлових вимірювань містить не тільки визначення одиниці вимірювання яскравості — кандели, але й табульовану функцію відносної спектральної світлової ефективності монохроматичного випромінення для денного зору.

## Критика ТШВ
Репрезентативна теорія вимірювань була досить неоднозначно сприйнята фахівцями різних галузей, іноді навіть відверто висміювалася в сатиричних статтях. Особливій критиці вона була піддана в середовищі метрологів. Це було, в першу чергу, обумовлено різним трактуванням терміна «вимірювання» в метрології та в ТШВ. За Стівенсом вимірювання — приписування числових значень об'єктам чи подіям, яке здійснюється за певними визначеними правилами. Метрологами взагалі під сумнів поставлена обґрунтованість застосування терміна «вимірювання» у випадку порядкових і особливо номінальних шкал, адже для цих шкал не може бути введена одиниця вимірювання і, таким чином, відсутня важлива для класичної метрології ознака вимірювання — порівняння величини, що вимірюється, з одиницею вимірювання із застосуванням спеціальних технічних засобів. Пропонувалося у випадку неметричних шкал користуватися замість терміна «вимірювання» іншими термінами  — «оцінювання», «шкалювання» тощо, що підкреслювало б (на думку метрологів) певний суб'єктивізм щодо приписування проявам властивостей числових значень в цих шкалах. Крім того, по-друге, Стівенс помилково ототожнює об'єкти вимірювання та їх властивості, які, власне, і вимірюються.
Утім, слід зазначити, що в кінці XX — на початку XXI століття ідеї ТШВ почали проникати і в метрологію. Пояснюється це тим, що сучасні тенденції розвитку метрології характеризуються її поширенням на властивості, що в традиційній метрології вважалися такими, що не підлягають вимірюванню. Прикладом можуть слугувати визначення кислотності, маслянистості, числа падіння борошна тощо.

## Практичне значення
ТШВ є однією зі складових частин статистики об'єктів нечислової природи. Важлива роль репрезентативної теорії вимірювань полягає в розвитку та науковому обґрунтуванні методів експертного оцінювання, аналізу якісних даних, зокрема, в розробленні, вивченні та застосуванні конкретних методів розрахунку. Вона надає рекомендації щодо вибору методів аналізу статистичних даних, оцінених в тих чи інших шкалах, і є частиною наукового інструментарію спеціалістів з математичних методів досліджень. Практична область застосування ТШВ: психофізика, соціологія, кваліметрія, педагогіка, медицина, системні дослідження тощо.

## Деякі відомі шкали
- Шкала Ріхтера — вимірювання інтенсивності землетрусів
- Шкала Бофорта — вимірювання швидкості вітру
- Шкала відносних отворів об'єктива (чисел діафрагми)
- Шкала Мооса — шкала твердості мінералів
- Температурні шкали різних країн і часів (Цельсія, Фаренгейта, Реомюра, Ранкіна, абсолютна температурна шкала)
- Атлас кольорів
- Геохронологічна шкала
- Шкала Торіно — вимірювання ступеня небезпеки, пов'язаної з навколоземними небесними тілами
- Шкала Фудзіти або F-шкала — шкала, що використовується для класифікації торнадо
- Шкала ураганів Саффіра-Сімпсона — вимірювання збитку від ураганів
- Логарифмічна шкала
- Шкала Янка — шкала, що використовується для оцінки твердості деревини.
- Сейсмічна шкала
- Φ-шкала для гранулометричного аналізу
- Шкала Меркаллі для інтенсивності землетрусів
- Шкала CHADS2 — шкала для оцінки ризику тромбоемболічних ускладнень у пацієнтів з миготінням передсердь.
- Шкала Кінсі — спроба виміряти сексуальну орієнтацію людей
- Шкала Апгар — система швидкої оцінки новонародженого малюка для вирішення подальших реанімаційних процедур.
- Шкала ком Глазго — шкала для визначення рівня порушення свідомості.
- Шкала Кардашова — класифікація типів цивілізацій за рівнем енергоспоживання.
- Шкала Россі-Фореля — десятибальна шкала інтенсивності землетрусів.
- Шкала грохочення — послідовний ряд розмірів отворів сит
- Шкала Крафта — розподіл дерев однієї популяції за ступенем панування і життєвості
- Шкала самоповаги Розенберга — психологічний тест, створений Моррісом Розенбергом
- Міжнародна шкала ядерних подій
- Шкала ECTS — для спрощення переведення оцінок між інститутами, забезпечуючи конвертованість внутрішніх оцінок інститутів.